# Goniogryllus sexspinosus
Goniogryllus sexspinosus är en insektsart som beskrevs av Ichikawa 1987. Goniogryllus sexspinosus ingår i släktet Goniogryllus och familjen syrsor. Inga underarter finns listade i Catalogue of Life.